# Їржи Беран
Їржи Беран (18 січня 1982 , Прага 2 ) — чеський фехтувальник на шпагах, бронзовий призер Олімпійських ігор 2024 року.

## Виступи на Олімпіадах
| Олімпіада           | Дисципліна          | Місце |
| ------------------- | ------------------- | ----- |
| Ріо-де-Жанейро 2016 | індивідуальна шпага | 33    |
| Париж 2024          | індивідуальна шпага | 29    |
| Париж 2024          | командна шпага      | 3     |